# Halowe mistrzostwa Polski w hokeju na trawie mężczyzn
Halowe mistrzostwa Polski w hokeju na trawie mężczyzn (MP) – cykliczne, krajowe rozgrywki sportowe, organizowane regularnie co roku przez Polski Związek Hokeja na Trawie od roku 1961 dla męskich klubów hokeja na trawie.
Dotychczas najwięcej tytułów mistrzowskich zdobył Grunwald Poznań, który triumfował dwadzieścia razy.

## Medaliści
| Edycja | Rok  | 1. miejsce                            | 2. miejsce                            | 3. miejsce                            |
| 1.     | 1961 | Grunwald Poznań                       | Siemianowiczanka Siemianowice Śląskie | MKS Gniezno                           |
| 2.     | 1962 | AZS Katowice                          | Siemianowiczanka Siemianowice Śląskie | Warta Poznań                          |
| 3.     | 1963 | Grunwald Poznań                       | Siemianowiczanka Siemianowice Śląskie | Warta Poznań                          |
| 4.     | 1964 | Warta Poznań                          | Siemianowiczanka Siemianowice Śląskie | AZS Katowice                          |
| 5.     | 1965 | Grunwald Poznań                       | Siemianowiczanka Siemianowice Śląskie | Warta Poznań                          |
| 6.     | 1966 | Grunwald Poznań                       | Siemianowiczanka Siemianowice Śląskie | AZS Katowice                          |
| 7.     | 1967 | Warta Poznań                          | Grunwald Poznań                       | AZS Katowice                          |
| 8.     | 1968 | Sparta Gniezno                        | Siemianowiczanka Siemianowice Śląskie | Warta Poznań                          |
| 9.     | 1969 | Warta Poznań                          | Sparta Gniezno                        | Siemianowiczanka Siemianowice Śląskie |
| 10.    | 1970 | Warta Poznań                          | Grunwald Poznań                       | AZS Katowice                          |
| 11.    | 1971 | Warta Poznań                          | AZS Katowice                          | Siemianowiczanka Siemianowice Śląskie |
| 12.    | 1972 | AZS Katowice                          | Grunwald Poznań                       | Siemianowiczanka Siemianowice Śląskie |
| 13.    | 1973 | Warta Poznań                          | Siemianowiczanka Siemianowice Śląskie | AZS Katowice                          |
| 14.    | 1974 | Grunwald Poznań                       | Warta Poznań                          | Siemianowiczanka Siemianowice Śląskie |
| 15.    | 1975 | Warta Poznań                          | Grunwald Poznań                       | AZS Katowice                          |
| 16.    | 1976 | Warta Poznań                          | Lech Poznań                           | Siemianowiczanka Siemianowice Śląskie |
| 17.    | 1977 | Siemianowiczanka Siemianowice Śląskie | Warta Poznań                          | AZS Katowice                          |
| 18.    | 1978 | Siemianowiczanka Siemianowice Śląskie | Warta Poznań                          | AZS Katowice                          |
| 19.    | 1979 | Warta Poznań                          | Siemianowiczanka Siemianowice Śląskie | Pocztowiec Poznań                     |
| 20.    | 1980 | Siemianowiczanka Siemianowice Śląskie | AZS Katowice                          | Górnik Siemianowice Śląskie           |
| 21.    | 1981 | Pocztowiec Poznań                     | Górnik Siemianowice Śląskie           | Siemianowiczanka Siemianowice Śląskie |
| 22.    | 1982 | Warta Poznań                          | Pocztowiec Poznań                     | AZS Katowice                          |
| 23.    | 1983 | Siemianowiczanka Siemianowice Śląskie | Górnik Siemianowice Śląskie           | AZS Katowice                          |
| 24.    | 1984 | Siemianowiczanka Siemianowice Śląskie | Pocztowiec Poznań                     | AZS Katowice                          |
| 25.    | 1985 | Siemianowiczanka Siemianowice Śląskie | Pomorzanin Toruń                      | Warta Poznań                          |
| 26.    | 1986 | Siemianowiczanka Siemianowice Śląskie | Pomorzanin Toruń                      | Lech Poznań                           |
| 27.    | 1987 | Pomorzanin Toruń                      | Siemianowiczanka Siemianowice Śląskie | Grunwald Poznań                       |
| 28.    | 1988 | Pomorzanin Toruń                      | Grunwald Poznań                       | AZS Katowice                          |
| 29.    | 1989 | Lech Poznań                           | Pomorzanin Toruń                      | Grunwald Poznań                       |
| 30.    | 1990 | Pomorzanin Toruń                      | Grunwald Poznań                       | AZS Katowice                          |
| 31.    | 1991 | Pomorzanin Toruń                      | Grunwald Poznań                       | Pocztowiec Poznań                     |
| 32.    | 1992 | Grunwald Poznań                       | Pocztowiec Poznań                     | Pomorzanin Toruń                      |
| 33.    | 1993 | Grunwald Poznań                       | Pomorzanin Toruń                      | Pocztowiec Poznań                     |
| 34.    | 1994 | Pocztowiec Poznań                     | Pomorzanin Toruń                      | Grunwald Poznań                       |
| 35.    | 1995 | Pocztowiec Poznań                     | Pomorzanin Toruń                      | Lech Poznań                           |
| 36.    | 1996 | Pocztowiec Poznań                     | Pomorzanin Toruń                      | Grunwald Poznań                       |
| 37.    | 1997 | Pocztowiec Poznań                     | Lech Poznań                           | Pomorzanin Toruń                      |
| 38.    | 1998 | Pocztowiec Poznań                     | Pomorzanin Toruń                      | Polonia Środa Wielkopolska            |
| 39.    | 1999 | Pocztowiec Poznań                     | Pomorzanin Toruń                      | Grunwald Poznań                       |
| 40.    | 2000 | Pocztowiec Poznań                     | Lech Poznań                           | Pomorzanin Toruń                      |
| 41.    | 2001 | Grunwald Poznań                       | Pocztowiec Poznań                     | Pomorzanin Toruń                      |
| 42.    | 2002 | Pocztowiec Poznań                     | Pomorzanin Toruń                      | AZS Poznań                            |
| 43.    | 2003 | Grunwald Poznań                       | Pocztowiec Poznań                     | Start 1954 Gniezno                    |
| 44.    | 2004 | Pocztowiec Poznań                     | Start 1954 Gniezno                    | LKS Gąsawa                            |
| 45.    | 2005 | Pocztowiec Poznań                     | Grunwald Poznań                       | Start 1954 Gniezno                    |
| 46.    | 2006 | Pocztowiec Poznań                     | Start 1954 Gniezno                    | Ósemka Tarnowskie Góry                |
| 47.    | 2007 | Pocztowiec Poznań                     | Grunwald Poznań                       | Pomorzanin Toruń                      |
| 48.    | 2008 | Pocztowiec Poznań                     | Pomorzanin Toruń                      | ZSMS Poznań                           |
| 49.    | 2009 | Pocztowiec Poznań                     | Grunwald Poznań                       | AZS Poznań                            |
| 50.    | 2010 | Grunwald Poznań                       | Pocztowiec Poznań                     | Pomorzanin Toruń                      |
| 51.    | 2011 | Grunwald Poznań                       | AZS Poznań                            | Pomorzanin Toruń                      |
| 52.    | 2012 | Grunwald Poznań                       | Start 1954 Gniezno                    | Pomorzanin Toruń                      |
| 53.    | 2013 | Grunwald Poznań                       | Pomorzanin Toruń                      | Start 1954 Gniezno                    |
| 54.    | 2014 | Grunwald Poznań                       | Pomorzanin Toruń                      | AZS AWF Poznań                        |
| 55.    | 2015 | Grunwald Poznań                       | Pomorzanin Toruń                      | LKS Gąsawa                            |
| 56.    | 2016 | Grunwald Poznań                       | Pomorzanin Toruń                      | LKS Gąsawa                            |
| 57.    | 2017 | Pomorzanin Toruń                      | Grunwald Poznań                       | Start 1954 Gniezno                    |
| 58.    | 2018 | Grunwald Poznań                       | AZS AWF Poznań                        | Pomorzanin Toruń                      |
| 59.    | 2019 | Grunwald Poznań                       | Pomorzanin Toruń                      | AZS AWF Poznań                        |
| 60.    | 2020 | Pomorzanin Toruń                      | Grunwald Poznań                       | AZS AWF Poznań                        |
| 61.    | 2021 | AZS AWF Poznań                        | Grunwald Poznań                       | Pomorzanin Toruń                      |
| 62.    | 2022 | Grunwald Poznań                       | Pomorzanin Toruń                      | Start 1954 Gniezno                    |
| 63.    | 2023 | Grunwald Poznań                       | Pomorzanin Toruń                      | LKS Rogowo                            |
| 64.    | 2024 | Pomorzanin Toruń                      | Warta Poznań                          | LKS Gąsawa                            |
| 65.    | 2025 | LKS Gąsawa                            | Grunwald Poznań                       | AZS Politechnika Poznańska            |